# Anton Diel
Pour les articles homonymes, voir Diel.
Anton Diel (né le 25 janvier 1898 à Horressen et mort le 6 avril 1959 dans la même ville) est un homme politique allemand du SPD . 

## Biographie
Après l'école primaire, Diel, qui est catholique romain, termine un apprentissage dans le bâtiment. Pendant la Première Guerre mondiale, il sert comme soldat. À partir de 1919, il travaille comme électricien à Cologne et à Coblence. Depuis juillet 1948, il est employé par le service de l'emploi . 

## Politique
Diel rejoint le SPD en 1926 et est arrêté en 1933 pour des raisons politiques. Après la Seconde Guerre mondiale, il est président du sous-district du SPD pour le district de Montabaur. À partir de 1948, Diel est membre du conseil du district et du comité de district de l'Unterwesterwaldkreis . Il est membre du Bundestag allemand depuis les premières élections du Bundestag en 1949 jusqu'à sa mort. Il est toujours élu via la liste d'État du SPD en Rhénanie-Palatinat. 
Dans le syndicat ÖTV, il est président du district de Montabaur. Il est membre du conseil d'administration de la Kreissparkasse pour l'Unterwesterwaldkreis. 
De 1945 à 1948, Diel est maire d'Horressen. 